# 克朗弗特座堂

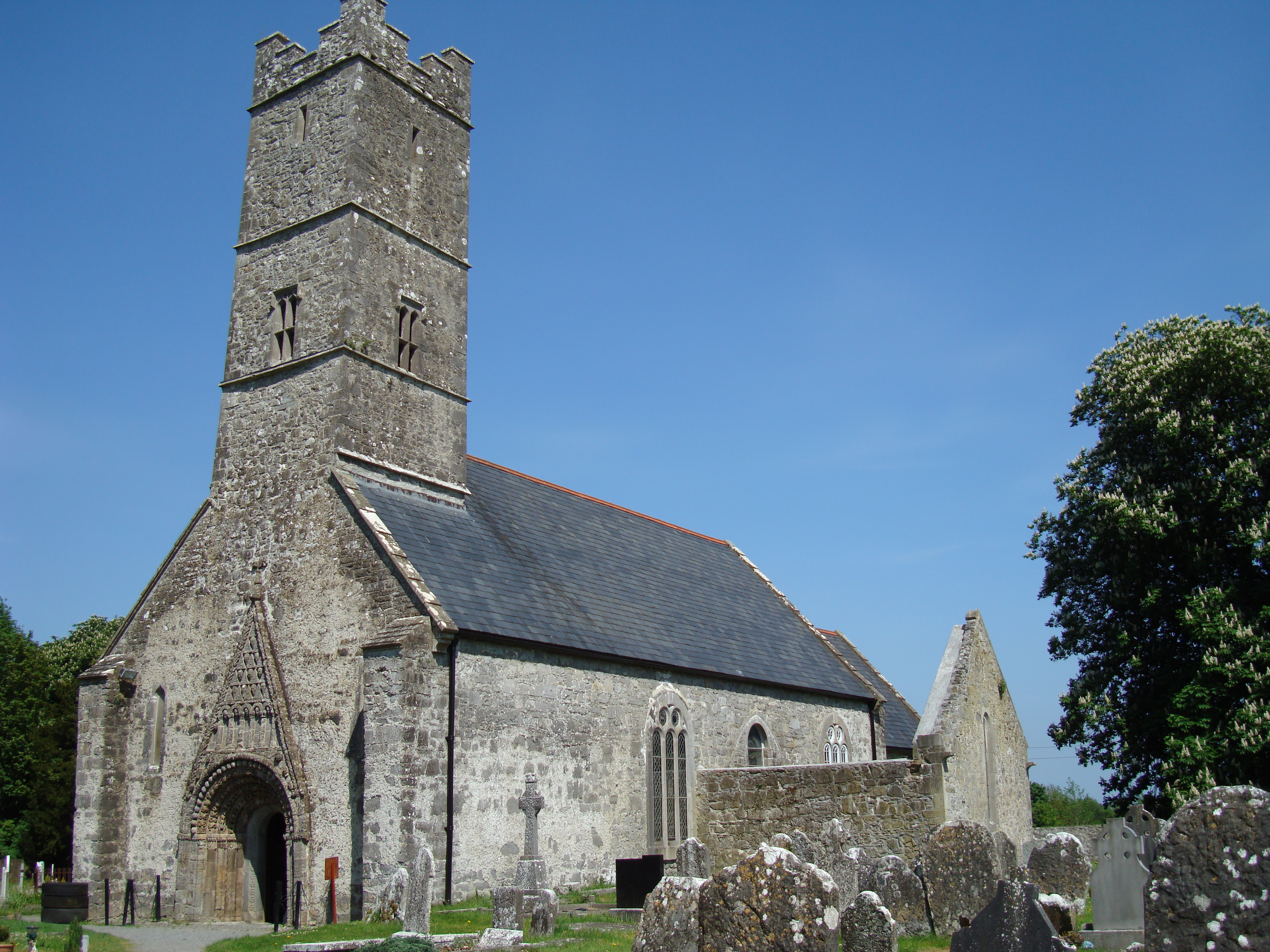
克朗弗特座堂

克朗弗特座堂（Clonfert Cathedral）是愛爾蘭高威郡克朗弗特的一座愛爾蘭教會的教堂。現在的教堂建築復修於12世紀，其前身是一座修建於6世紀的教堂。現存教堂最早的部分的歷史可以追溯至1180年。教堂的聖壇製造於15世紀。

## 外部連結
- Article on Clonfert （页面存档备份，存于） from the Catholic Encyclopedia
- Ecclesiastical history of Ireland, from the first introduction of Christianity to the beginning of the thirteenth century （页面存档备份，存于）, John Lanigan, 1829